# Hanna Orthmann
Hanna Orthmann (* 3. Oktober 1998 in Lüdinghausen) ist eine deutsche Volleyballspielerin.

## Karriere
Hanna Orthmann spielte in der Jugend Volleyball in ihrer westfälischen Heimat beim SC Union 08 Lüdinghausen. 2014 kam sie ins Volleyball-Internat des USC Münster, wo sie zunächst im Nachwuchsteam in der Zweiten Bundesliga Nord spielte. Seit Ende 2015 stand die Außenangreiferin im Kader der ersten Mannschaft, mit dem sie am 17. Januar 2016 bei der 0:3-Niederlage gegen NawaRo Straubing ihren ersten Bundesliga-Einsatz  hatte. 2017 wechselte sie in die italienische Serie A zu Saugella Monza, mit dem sie 2019 den europäischen Challenge Cup und 2021 den europäischen CEV-Pokal gewann. 2021 wechselte Orthmann zum Ligakonkurrenten Savino Del Bene Scandicci. Im Januar 2022 wurde sie vom türkischen Spitzenklub Türk Hava Yolları SK verpflichtet. Von 2023 bis 2024 spielte sie für Igor Gorgonzola Novara, fiel allerdings für lange Zeit wegen einer Knieverletzung aus und kehrte im Januar 2025 nach Türk Hava Yolları zurück.
Von 2012 bis 2016 spielte Hanna Orthmann auch in der deutschen Jugend- und Juniorinnen-Nationalmannschaft. Mit der U18-Nationalmannschaft erreichte sie 2015 im Frühjahr bei der Europameisterschaft in Bulgarien und im Sommer bei der U18-Weltmeisterschaft im August in Peru jeweils Platz sechs. Beim World Grand Prix 2016 hatte Orthmann ihre ersten Einsätze in der A-Nationalmannschaft. Mit der U19-Nationalmannschaft erreichte sie im Sommer 2016 bei der Europameisterschaft in Ungarn und der Slowakei Platz sieben.

## Privates
Orthmanns Bruder Felix spielt ebenfalls Volleyball in der Bundesliga.